# بانک پارس
بانک پارس از جمله بانک‌های تجاری در ایران بود که در اردیبهشت سال ۱۳۲۹ تأسیس شد و از تاریخ ۶/۷/۴۹ به شرکت سهامی خاص تبدیل شد.
بانک پارس به صورت شرکت سهامی عام و با تابعیت ایرانی اداره می‌شده‌است. موضوع بانک پارس عبارت بود از انجام هر گونه عملیات بانکی و هر نوع اموری که به طور مستقیم یا غیر مستقیم مرتبط با حرفه بانک باشد، در حدود قوانین و مقررات اساسنامه آن بانک.
سرمایه بانک پارس ۵۰۰ میلیون ریال و تماماً پرداخت شده و با سهام با نام بوده‌است.
هیئت مدیرهٔ بانک پارس مرکب از ۵ نفر عضو اصلی و ۲ نفر عضو علی‌البدل بوده که برای مدت دو سال انتخاب می‌شدند.
در پایان سال ۱۳۵۶ سرمایه بانک بالغ بر ۱۷۵۰ میلیون ریال و تماماً پرداخت شده بود. در همان تاریخ بانک پارس در تهران ۸۲ شعبه و در شهرستان‌ها ۱۲۷ شعبه و در لندن نیز یک شعبه داشته و مجموع کارکنان بانک هم بالغ بر ۱۷۵۱ نفر بوده‌اند.
در ۳۱ تیرماه سال ۱۳۵۹ پس از مصوبه مجمع عمومی بانک‌ها، بانک پارس با بانک‌ تهران، بانک عمران، بانک داریوش، بانک فرهنگیان،بانک اعتبارات تعاونی و توزیع، بانک ایران و عرب، بانک بین‌المللی ایرانیان، بانک بیمه ایران و بانک تجارت خارجی ادغام شد. این بانک‌ها پس از ادغام جمعاً بانک ملت را به وجود آوردند.
از شاخص ترین شعب این بانک از نظر معماری می‌توان شعبهٔ بازار وکیل شیراز نام برد. هم اکنون بانک ملت شعبهٔ بازار شیراز در آن ساختمان فعال است.